# بدنیکا
بدنیکا (به لاتین: Bedenica) یک منطقهٔ مسکونی در کرواسی است که در شهرستان زاگرب واقع شده‌است. بدنیکا ۱٬۴۳۲ نفر جمعیت دارد.